# 第148回国会
第148回国会（だい148かいこっかい）は、2000年6月25日に行われた第42回衆議院議員総選挙後に2000年（平成12年）7月4日に召集された特別国会である。会期は7月6日までの3日間。

## 概説
衆議院議長選挙で、衆議院議長に綿貫民輔、衆議院副議長に渡部恒三が選出され、内閣総理大臣指名選挙では衆参両院で森喜朗が指名され、第2次森内閣を発足した。
国会案件は国会人事案件の決議にとどまった。
会期3日間は特別国会では2012年12月26日-28日の第182回・2014年12月24日-12月26日の第188回の3日間と並んで最短記録である。